# Монтгомері (округ, Іллінойс)
Шаблон:StateAbbr_ 39°14′ пн. ш. 89°29′ зх. д. / 39.23° пн. ш. 89.48° зх. д.
Округ Монтгомері (англ. Montgomery County) — округ (графство) у штаті Іллінойс, США. Ідентифікатор округу 17135.

## Історія
Округ утворений 1821 року.

## Демографія
За даними перепису
2000 року
загальне населення округу становило 30652 осіб, зокрема міського населення було 16214, а сільського — 14438.
Серед мешканців округу чоловіків було 15802, а жінок — 14850. В окрузі було 11507 домогосподарств, 7927 родин, які мешкали в 12525 будинках.
Середній розмір родини становив 2,97.
Віковий розподіл населення поданий у таблиці:
| Стать    | До 15 років | 15-21 | 22-29 | 30-39 | 40-49 | 50-65 | 65-85 | Понад 85 |
| -------- | ----------- | ----- | ----- | ----- | ----- | ----- | ----- | -------- |
| Чоловіки | 3037        | 1565  | 1819  | 2550  | 2512  | 2238  | 1841  | 240      |
| Жінки    | 2871        | 1307  | 1182  | 2007  | 2096  | 2253  | 2548  | 586      |

## Суміжні округи
- Сенґамон — північ
- Крістіан — північний схід
- Шелбі — схід
- Фаєтт — південний схід
- Бонд — південь
- Медісон — південний захід
- Макупін — захід

## Виноски
1. ↑  U.S. Decennial Census. United States Census Bureau. Архів оригіналу за 19 липня 2018. Процитовано 7 липня 2014.
2. ↑  Historical Census Browser. University of Virginia Library. Архів оригіналу за 11 серпня 2012. Процитовано 7 липня 2014.
3. ↑  Population of Counties by Decennial Census: 1900 to 1990. United States Census Bureau. Архів оригіналу за 24 квітня 2014. Процитовано 7 липня 2014.
4. ↑  Census 2000 PHC-T-4. Ranking Tables for Counties: 1990 and 2000 (PDF). United States Census Bureau. Архів оригіналу (PDF) за 18 грудня 2014. Процитовано 7 липня 2014.
5. ↑  State & County QuickFacts. United States Census Bureau. Архів оригіналу за 7 червня 2011. Процитовано 7 липня 2014.(англ.) Наведено за англійською вікіпедією.
6. ↑  American FactFinder. Бюро перепису населення США. Архів оригіналу за 26 лютого 2012. Процитовано 31 січня 2008.

| США | Це незавершена стаття з географії США. Ви можете допомогти проєкту, виправивши або дописавши її. |